# 南緯4度線
南緯4度線（なんい4どせん）は、地球の赤道面より南に地理緯度にして4度の角度を成す緯線。大西洋、アフリカ、インド洋、東南アジア、オーストララシア、太平洋、南アメリカを通過する。
この緯度の下では、夏至点時の可照時間は12時間21分であり、冬至点時の可照時間は11時間53分である。

## 通過する地域一覧
南緯4度線は、本初子午線から東に向かって以下の場所を通っている。
| 地理座標                                             | 国土・領土・領海   | 備考 |
| ---------------------------------------------------- | ------------------ | --- |
| 南緯4度0分 東経0度0分 / 南緯4.000度 東経0.000度      | 大西洋             | |
| 南緯4度0分 東経11度13分 / 南緯4.000度 東経11.217度   | コンゴ共和国       | |
| 南緯4度0分 東経15度42分 / 南緯4.000度 東経15.700度   | コンゴ民主共和国   | |
| 南緯4度0分 東経29度6分 / 南緯4.000度 東経29.100度    | タンガニーカ湖     | |
| 南緯4度0分 東経29度26分 / 南緯4.000度 東経29.433度   | ブルンジ           | |
| 南緯4度0分 東経30度13分 / 南緯4.000度 東経30.217度   | タンザニア         | |
| 南緯4度0分 東経38度15分 / 南緯4.000度 東経38.250度   | ケニア             | |
| 南緯4度0分 東経39度44分 / 南緯4.000度 東経39.733度   | インド洋           | デニス島とアライド島（共に セーシェル）の間を通過。 |
| 南緯4度0分 東経102度19分 / 南緯4.000度 東経102.317度 | インドネシア       | スマトラ島 |
| 南緯4度0分 東経105度52分 / 南緯4.000度 東経105.867度 | ジャワ海           | |
| 南緯4度0分 東経114度37分 / 南緯4.000度 東経114.617度 | インドネシア       | ボルネオ島 |
| 南緯4度0分 東経115度2分 / 南緯4.000度 東経115.033度  | ジャワ海           | |
| 南緯4度0分 東経116度2分 / 南緯4.000度 東経116.033度  | インドネシア       | ラウト島 |
| 南緯4度0分 東経116度10分 / 南緯4.000度 東経116.167度 | マカッサル海峡     | |
| 南緯4度0分 東経119度34分 / 南緯4.000度 東経119.567度 | インドネシア       | スラウェシ島 (南半島) |
| 南緯4度0分 東経120度20分 / 南緯4.000度 東経120.333度 | ボネ湾             | |
| 南緯4度0分 東経121度25分 / 南緯4.000度 東経121.417度 | インドネシア       | スラウェシ島 (東南半島) |
| 南緯4度0分 東経122度38分 / 南緯4.000度 東経122.633度 | バンダ海           | |
| 南緯4度0分 東経123度0分 / 南緯4.000度 東経123.000度  | インドネシア       | ウォウォ二島 |
| 南緯4度0分 東経123度3分 / 南緯4.000度 東経123.050度  | バンダ海           | ブル島（ インドネシア）のちょうど南を通過。 アンボン島（ インドネシア）のちょうど南を通過。 セラム島（ インドネシア）のちょうど南を通過。                                     |
| 南緯4度0分 東経131度12分 / 南緯4.000度 東経131.200度 | インドネシア       | セラム・ラウト島 |
| 南緯4度0分 東経131度26分 / 南緯4.000度 東経131.433度 | セラム海           | |
| 南緯4度0分 東経132度51分 / 南緯4.000度 東経132.850度 | インドネシア       | ニューギニア島 |
| 南緯4度0分 東経133度19分 / 南緯4.000度 東経133.317度 | アラフラ海         | |
| 南緯4度0分 東経134度11分 / 南緯4.000度 東経134.183度 | インドネシア       | アイドゥマ島及びニューギニア島 |
| 南緯4度0分 東経141度0分 / 南緯4.000度 東経141.000度  | パプアニューギニア | ニューギニア島 |
| 南緯4度0分 東経144度34分 / 南緯4.000度 東経144.567度 | 太平洋             | ビスマルク海 - マナム島（ パプアニューギニア）のちょうど北を通過。 |
| 南緯4度0分 東経152度35分 / 南緯4.000度 東経152.583度 | パプアニューギニア | ニューアイルランド島 |
| 南緯4度0分 東経152度56分 / 南緯4.000度 東経152.933度 | 太平洋             | |
| 南緯4度0分 東経153度42分 / 南緯4.000度 東経153.700度 | パプアニューギニア | ババセ島 |
| 南緯4度0分 東経153度43分 / 南緯4.000度 東経153.717度 | 太平洋             | マッキーン島（ キリバス）のちょうど南を通過。 バーニー島（ キリバス）のちょうど南を通過。 マウラ島（ キリバス）のちょうど北を通過。 ラワキ島（ キリバス）のちょうど南を通過。 |
| 南緯4度0分 西経154度58分 / 南緯4.000度 西経154.967度 | キリバス           | マルデン島 |
| 南緯4度0分 西経154度54分 / 南緯4.000度 西経154.900度 | 太平洋             | |
| 南緯4度0分 西経80度59分 / 南緯4.000度 西経80.983度   | ペルー             | |
| 南緯4度0分 西経80度26分 / 南緯4.000度 西経80.433度   | エクアドル         | 約13km |
| 南緯4度0分 西経80度19分 / 南緯4.000度 西経80.317度   | ペルー             | 約7km |
| 南緯4度0分 西経80度15分 / 南緯4.000度 西経80.250度   | エクアドル         | |
| 南緯4度0分 西経78度31分 / 南緯4.000度 西経78.517度   | ペルー             | |
| 南緯4度0分 西経70度10分 / 南緯4.000度 西経70.167度   | コロンビア         | |
| 南緯4度0分 西経69度53分 / 南緯4.000度 西経69.883度   | ブラジル           | アマゾナス州 パラー州 マラニョン州 ピアウイ州 セアラー州 |
| 南緯4度0分 西経38度14分 / 南緯4.000度 西経38.233度   | 大西洋             | ロカス環礁（ ブラジル）のちょうど南を通過。 フェルナンド・デ・ノローニャ（ ブラジル）のちょうど南を通過。                                                                     |